# Арти (Валь-д’Уаз)
Арти (фр. Arthies) — муниципалитет во Франции, в регионе Иль-де-Франс, департамент Валь-д'Уаз. Население — 258 человек (1999).
Муниципалитет расположен на расстоянии около 50 км северо-западнее Парижа, 22 км западнее Сержи.

## Демография
Динамика населения (Cassini и INSEE):